# Super Mario Run
Super Mario Run (スーパーマリオラン?, Sūpā Mario Ran) è un videogioco a piattaforme sviluppato e pubblicato da Nintendo nel 2016 per iOS. Primo videogioco della serie Super Mario creato per smartphone, il gioco è stato annunciato nel corso di una presentazione Apple.
Nintendo ha pubblicato inizialmente il titolo come esclusiva per iPhone, annunciando la distribuzione su Android a partire dal 23 marzo 2017.

## Modalità di gioco
Runner in stile Temple Run, in Super Mario Run l'obiettivo di Mario è quello di raccogliere il maggior numero di monete prima dello scadere del tempo. È possibile controllare con una sola mano il protagonista del gioco, che corre autonomamente attraverso i livelli di gioco, regolando la potenza del salto del protagonista utilizzando il tocco del dito. Il gioco presenta una modalità per sfidare gli altri utenti chiamata Sfide Toad e una per costruire il proprio Regno dei Funghi utilizzando le monete da raccogliere nel gioco e i Toad presenti nel regno.

## Sviluppo
Super Mario Run è stato prodotto da Shigeru Miyamoto e realizzato dallo stesso team della serie Super Mario, composto da Takashi Tezuka, Toshihiko Nakago e Kōji Kondō. La grafica del gioco è simile a quella presente in New Super Mario Bros..

## Successo
Lanciato in 140 paesi, la versione iOS del gioco ha ricevuto oltre 40 milioni di download nei primi quattro giorni, di cui circa 3 milioni, secondo Apptopia, solamente il primo giorno di lancio. Al 31 gennaio 2017 l'applicazione ha raggiunto i 78 milioni di download. In seguito alla pubblicazione della versione 3.0 nel settembre 2017, Super Mario Run ha superato i 200 milioni di download.